# ناگاهاگودا
ناگاهاگودا (به لاتین: Nagahagoda) یک منطقهٔ مسکونی در سری‌لانکا است که در استان جنوبی (سری‌لانکا) واقع شده‌است.